# Kurt Christmann
Kurt Emil Heinrich Christmann, född 1 juni 1907 i München, död 4 april 1987 i München, var en tysk promoverad jurist och SS-Obersturmbannführer. Han var 1942–1943 chef för Sonderkommando 10a inom Einsatzgruppe D och ansvarade för massmord på judar, partisaner och sovjetiska krigsfångar i området kring Krasnodar i Ukraina. Christmanns kommando förfogade över en gasvagn.

## Biografi
År 1922 blev Christmann medlem av ungdomsorganisationen Jungsturm Adolf Hitler. Året därpå deltog han som 16-årig i Adolf Hitlers ölkällarkupp.
Efter Hitlers maktövertagande 1933 inträdde Christmann i Schutzstaffel (SS) och Nationalsocialistiska tyska arbetarepartiet (NSDAP). Året därpå promoverades han till juris doktor. Efter att ha varit verksam vid Gestapo i Wien och Innsbruck utnämndes Christmann 1939 till chef för Gestapo i Salzburg.

### Operation Barbarossa
I gryningen den 22 juni 1941 anföll Tyskland sin tidigare bundsförvant Sovjetunionen och inledde den omfattande Operation Barbarossa. Enligt Tysklands Führer Adolf Hitler innebar kriget mot Sovjetunionen ett ideologiskt förintelsekrig och den ”judisk-bolsjevikiska intelligentian” måste elimineras. Efter de framryckande tyska arméerna följde Einsatzgruppen, mobila insatsgrupper. Chefen för Reichssicherheitshauptamt, Reinhard Heydrich, gav insatsgrupperna i uppdrag att mörda judar, romer, partisaner, politiska kommissarier (så kallade politruker) och andra personer som ansågs hota Tredje rikets säkerhet. Beträffande insatsgruppernas massmord på judar mördades initialt endast män, men i augusti 1941 gav Reichsführer-SS Heinrich Himmler order om att massmordet även skulle inbegripa kvinnor och barn. Mellan juni och december 1941 mördades mellan 500 000 och 800 000 judiska män, kvinnor och barn.
Christmann utnämndes den 1 augusti 1942 till befälhavare för Sonderkommando 10a, som ingick i Einsatzgruppe D. Den 12 augusti erövrade tyska trupper Krasnodar och Christmanns kommando anlände till staden. Den 21 och den 22 augusti arkebuserades omkring 13 000 män, kvinnor och barn i den närbelägna Pervomajsk-skogen. De allra flesta var judar.

### Efter andra världskriget
Efter andra världskriget flydde Christmann via Rom till Argentina. Han återvände 1956 till Västtyskland och var verksam inom fastighetsbranschen. I december 1980 dömde en domstol i München Christmann till tio års fängelse för krigsförbrytelser.

## Befordringshistorik
- SS-Untersturmführer: 20 april 1935
- SS-Obersturmführer: 20 april 1937
- SS-Hauptsturmführer: 1 november 1938
- SS-Sturmbannführer: 9 november 1938
- SS-Obersturmbannführer: 1 september 1942